# Wilburgis
Wilburgis oder auch Wilbirg (* um 1225 bei St. Florian bei Linz; † 11. Dezember 1289 in St. Florian) war eine Klausnerin und Mystikerin.

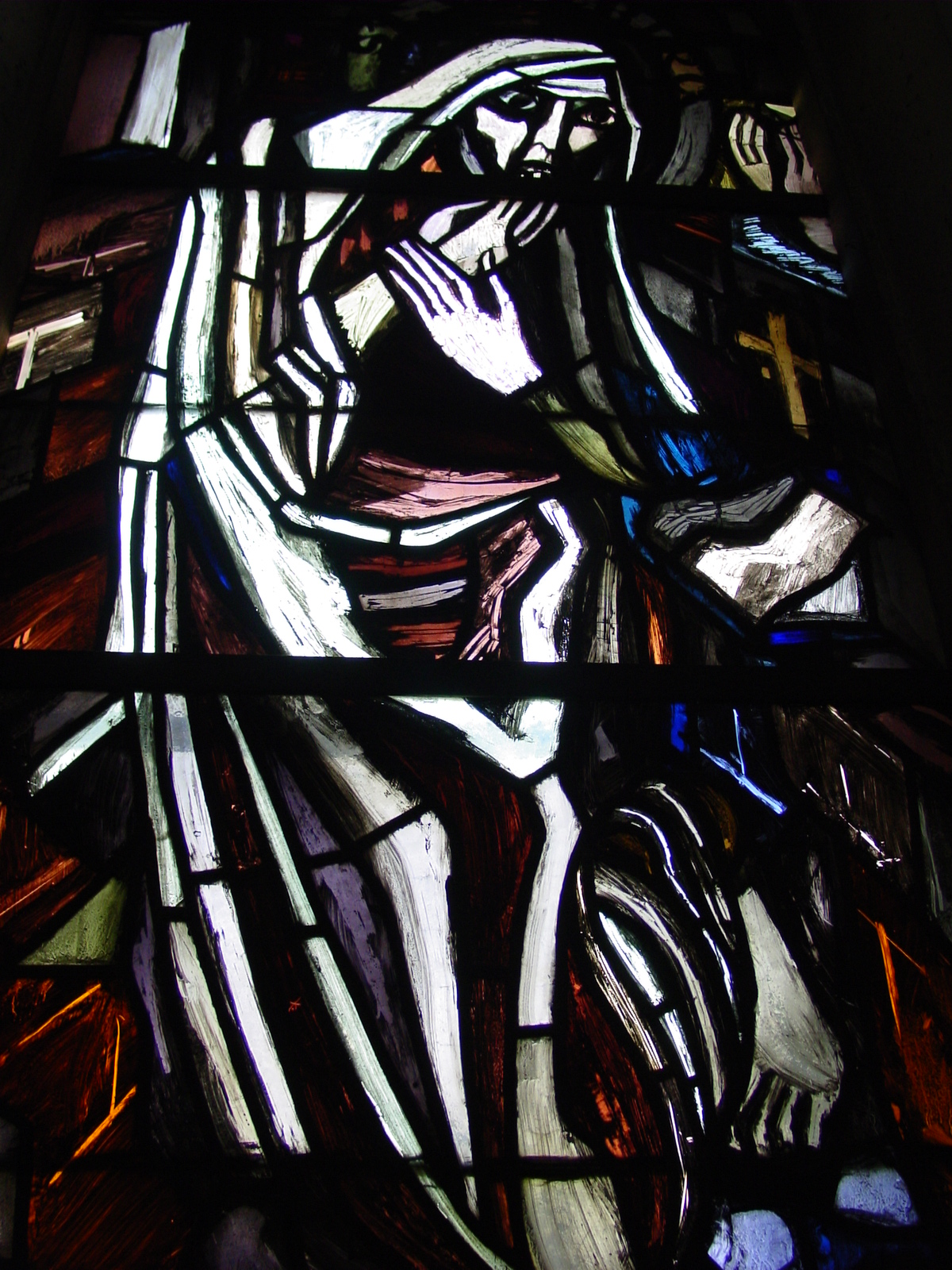
Kirchenfenster gestaltet von Martin Häusle in der Pfarrkirche Liesing

## Leben
Wilburgis verlor als Kind Vater und Mutter, war sehr kränklich und erlitt große Schmerzen. Im Alter von 17 Jahren pilgerte sie nach Santiago de Compostela. Nach ihrer Rückkehr ließ sie sich 1248 neben der Stiftskirche von St. Florian in eine Zelle einschließen, wo sie 40 Jahre lebte und als Beraterin vieler Menschen wirkte.

## Verehrung
Attribute: Lilie, Taube, Schlange, im Schnee Rosen pflückend
Gedenktag katholisch: 11. Dezember